# Mikhail Kalinin
Mikhail Ivanovich Kalinin (do russo: Михаи́л Ив́анович Кали́нин) (Verkhnyaya Troitsa, Oblast de Tver, 7 ou 19 de novembro de 1875 — Moscou, 3 de junho de 1946) foi um revolucionário bolchevique e político soviético.
Foi um dos quatro fundadores da União das Repúblicas Socialistas Soviéticas, como representante da República Socialista Federativa Soviética da Rússia, serviu como o primeiro chefe de estado da URSS, no cargo de Presidente do Soviete Supremo.
Entre suas contribuições, destaca-se a criação da Central Sindical dos Trabalhadores Metalúrgicos.

## Biografia
Foi sapateiro e redator do Rabochaya Mysl. Entrou para o partido bolchevique em 1905.
Foi um crítico ferrenho da entrada da Rússia, na Primeira Guerra Mundial, motivo que o levou a ser preso e exilado na Sibéria, em 1916, sendo posteriormente libertado pelo governo provisório e tomando parte na Revolução Bolchevique.
Em 1917 foi eleito como presidente da câmara municipal de Petrogrado.
Após a morte de Yakov Sverdlov, em março de 1919, Kalinin ascende para ocupar o posto de Presidente do VTsIK, uma espécie de chefe de Estado Soviético. O nome deste posto, em 1922, foi alterado para Presidente do Comité Executivo Central e para Presidente do Politburo do Soviete Supremo, em 1938.
Na década de 1920, Kalinin apoiou Stalin na eleição que o levou ao poder, o que fez com que tivessem uma relação estreita, sobre tudo na década de 1930, quando Stalin fez desaparecer os seus rivais e obteve o controle completo da União Soviética.
Em 1926 foi eleito como membro do Politburo do Partido Comunista da União Soviética e, em 1937, após eleições, continuou como presidente do Presidium do Soviete Supremo da URSS, cargo que ocupou até Março de 1946. Foi um dos dirigentes que sustentou e praticou a política do Stalinismo e um dos poucos dirigentes bolcheviques veteranos da revolução de Outubro que sobreviveu às purgas de Estaline, mantendo-se como chefe de Estado, mas sempre calado e leal ao secretário-geral do Partido Comunista. Ao ponto de permitir que a sua mulher fosse presa e torturada, acusada de trotskismo por se opor a Estaline.

## Homenagem
Em sua honra, Tver, chamou-se Kalinin de 1931 a 1990. A antiga cidade prussiana de Königsberg, conquistada pelo Exército Vermelho, em 1945, passou a chamar-se Kaliningrado como homenagem a Kalinin, nome que mantém até hoje.